# Janette Deacon
Janette Deacon (nhũ danh Buckland, sinh ngày 25 tháng 11 năm 1939) là một nhà khảo cổ học người Nam Phi chuyên quản lý di sản và bảo tồn nghệ thuật trên đá. Cô đã nghiên cứu những thay đổi trong các công cụ bằng đá từ các địa điểm ở phía nam Cape liên quan đến biến đổi khí hậu trong 20.000 năm qua. Từ năm 1985, cô đã tìm thấy các bản khắc đá tại những nơi mà những người cung cấp thông tin / Xam của Wilhelm Bleek và Lucy Lloyd sống ở thế kỷ XIX. Cô từng là thành viên của Hội đồng SAHRA và là chủ tịch đầu tiên của Di sản Western Cape.

## Giáo dục và giáo dục sớm
Sinh ra với tên Janette Buckland, vào ngày 25 tháng 11 năm 1939 tại Cape Town, cô theo học trường nữ sinh Rustenburg ở Cape Town trước khi tốt nghiệp Đại học Cape Town (UCT) năm 1960 với bằng cử nhân, sau đó là thạc sĩ năm 1969 và bằng tiến sĩ năm 1982 trong đó cô đã phân tích các tập hợp thời kỳ đồ đá sau đó từ hang động vịnh Nelson, hang Boomplaas và nơi trú ẩn của Kangkara.

## Nghề nghiệp
Sau khi tốt nghiệp cử nhân, Janette Deacon làm trợ lý nghiên cứu của WJ Talbot tại Khoa Địa lý tại UCT  và giảng dạy tại Khoa Khảo cổ học vào năm 1962 và từ năm 1972 đến 1975. Từ năm 1976 đến 1988, cô là trợ lý nghiên cứu trong Bộ Khảo cổ học tại Đại học Stellenbosch. Phó tế là biên tập viên của Bản tin khảo cổ học Nam Phi từ năm 1976 đến năm 1993. Bà là Thư ký danh dự của Hội Khảo cổ học Nam Phi từ năm 1997. Năm 1989, Janette Deacon được bổ nhiệm làm Nhà khảo cổ học tại Hội đồng Di tích Quốc gia (NMC), cho đến khi bà nghỉ hưu năm 1999. Trong thời gian này, bà đại diện cho NMC tại Nhóm Công tác Văn hóa và Nghệ thuật và nhóm viết cho Đạo luật Tài nguyên Di sản Quốc gia số 25 năm 1999.
Sau khi nghỉ hưu, Janette Deacon trở thành chủ tịch đầu tiên cho Di sản Western Cape (HWC) vào năm 2002 phục vụ cho đến năm 2007  Với tư cách là thư ký cho Dự án Nghệ thuật Đá Nam Phi, Janette Deacon đã sắp xếp các khóa học và hội thảo để đề cử các địa điểm nghệ thuật trên Di sản Thế giới Danh sách. Từ năm 1995 đến 2011, chương trình này được phát triển thêm như một dự án thực địa của Viện Bảo tồn Getty.